# Autoroute D10 (Tchéquie)
L’Autoroute D10 (en tchèque : Dálnice 10) est une autoroute tchèque qui va de Prague à Turnov, en passant par Mladá Boleslav. Jusqu'au 31 décembre 2015, c'était la voie rapide R10.

## Caractéristiques
L'autoroute D10 est longue de 71 km. 
De Prague à Turnov, l'autoroute D10 est également la route européenne 65 (E65). 

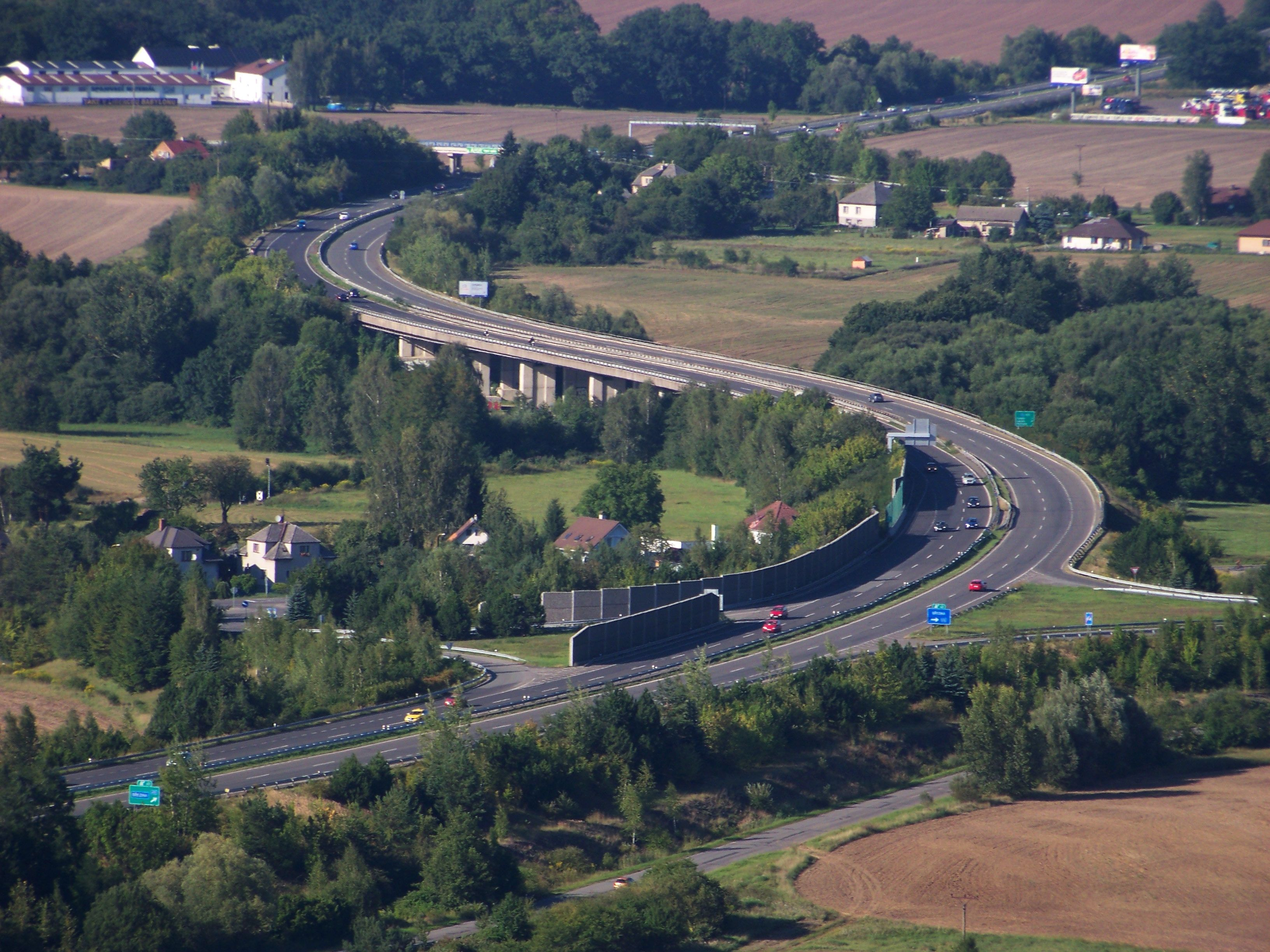
Autoroute D10 à Březina.

## Historique
L'autoroute D10 fut envisagée pour la première fois au début des années 1960, mais alors comme la voie rapide R10 : à quatre voies entre Prague et  Turnov, puis à deux voies de Turnov à la frontière polonaise. La construction d'un premier tronçon de 8 km permettant de contourner Mladá Boleslav, entre Bezděčín et Chudoplesy, commença en 1967. Au cours des années 1970, la construction de toutes les sections entre Prague et Mladá Boleslav et du tronçon Chudoplesy-Březina démarra progressivement. Un premier tronçon de 6 km entre Stara Boleslav et Tuřice fut mis en service en 1972. Il fut suivi en 1975 par l'ouverture de la rocade de Mladá Boleslav, entre Bezděčín et Chudoplesy. 
Entre 1977 et 1980, les sections entre Tuřice et Bezděčín furent progressivement mises en service, constituant ainsi une liaison continue entre Stara Boleslav et Mladá Boleslav. La dernière section entre Prague et Mladá Boleslav, c'est-à-dire la section entre Prague et Stara Boleslav, fut ouverte à la circulation en 1981. La construction de la partie restante de l'autoroute entre Mladá Boleslav et Turnov fut réalisée en plusieurs sections au cours des années 1980. La dernière section, entre Březina et Svijany, fut ouverte en 1992. Un échangeur à Satalice permettant le raccordement à l'autoroute D0 ou périphérique de Prague fut terminé en 2011. 
En 1993, le prolongement de l'ouvrage de Turnov à Harrachov et la Pologne fut abandonné, rendant ainsi l'autoroute D10 complètement terminée. L'utilisation de l'autoroute D10 est payante depuis le 1er janvier 1995, c'est-à-dire depuis l'introduction des péages pour l'utilisation des autoroutes et des routes de type autoroutier. Au tournant des années 1990 et au début des années 2000, la quasi-totalité de l'autoroute a été reconstruite et les ponts ont été réparés. Le 1er janvier 2016, la voie rapide R10 devint l'autoroute D10, ce qui implique une élévation continue des normes de la construction et des aménagements.

## Source
- (cs) Cet article est partiellement ou en totalité issu de l’article de Wikipédia en tchèque intitulé « Dálnice D10 » (voir la liste des auteurs).